# Паперний Лев Лазарович
Лев Лазарович Паперний (11 червня 1896, містечко Глуськ Бобруйського повіту Мінської губернії, тепер Могильовської області, Республіка Білорусь — 5 травня 1938, в'язниця міста Києва) — радянський діяч, журналіст, голова Сімферопольської міської ради, відповідальний секретар Кустанайського губернського комітету РКП(б), народний комісар земельних справ Української СРР. Член ЦК КП(б)У в січні 1934 — травні 1937 р. Член ВУЦВК та член ЦВК СРСР.

## Біографія
Народився в родині меламеда Лазаря Паперного (пом. 1930) — вчителя єврейської національно-релігійної школи, міщанського стану.
З 1903 по 1905 рік навчався у початковій «народній» школі міста Глуська. У 1905—1909 роках — учень Бобруйського міського вищого початкового училища. З 1909 по 1913 рік навчався у Віленському учительському інституті.
У листопаді 1913 — квітні 1915 року — вчитель початкової школи та середніх навчальних закладів у місті Вінниці.
Член РСДРП(б) з 1915 року. Був на підпільній революційній роботі, обирався членом єврейської секції Самарського комітету РСДРП(б).
У 1915—1916 роках — конторник відділення кінопрокатного акціонерного товариства «А. Ханжонков» у місті Самарі. У 1916—1917 роках — профспілковий організатор та член правління професійної Спілки друкарів і конторників; член правління робітничої їдальні в Самарі. З січня по лютий 1917 року був журналістом самарської газети та співробітником Самарської біржі праці.
У 1917 році працював конторником Кооперативного «Союзу міст» у Москві. З лютого по жовтень 1917 році — агітатор, член виконавчого комітету Пресненської районної ради, відповідальний секретар Пресненського районного комітету РСДРП(б) міста Москви. У жовтні 1917 — травні 1918 року — заступник голови, тимчасовий виконувач обов'язків голови виконавчого комітету та завідувач відділу праці Сокольницької районної ради міста Москви. 
У червні 1918 року поїхав до родичів у місто Самару, переховувався від арешту білогвардійською владою в селах під Самарою та в посаді Сергієвськ. У 1918 році був заарештований військами Чехословацького корпусу в Самарі, звільнений із ув'язнення у жовтні 1918 року Червоною армією.
У листопаді 1918 — лютому 1919 року — заступник завідувача Самарського губернського відділу народної освіти. У лютому 1919 року — завідувач позашкільного підвідділу Самарського губернського відділу народної освіти.
З лютого по травень 1919 року — член виконавчого комітету Самарської губернської ради робітничих та солдатських депутатів. 17 липня 1919 року обраний членом 1-го міського районного комітету РКП(б) Самари. 24 вересня 1919 року обраний кандидатом у члени Самарського міського комітету РКП(б) від парторганізації 1-го району Самари. 26 вересня 1919 року обраний членом бюро Самарського міського комітету РКП(б).
15 жовтня 1919 року на екстреному пленумі Самарського губернського комітету РКП(б) мобілізований до Червоної армії у групі 85 комуністів Самари на Південно-Східний фронт для боротьби проти військ Денікіна. Учасник громадянської війни в Росії.
У 1919—1920 роках — заступник начальника політичного відділу 7-ї армії РСЧА, учасник бойових дій проти білогвардійських військ Юденича; помічник начальника політичного відділу Західного фронту; начальник політичного відділу 15-ї армії, голова армійської Партійної комісії, помічник начальника політичного управління Західного фронту в ході наступу Червоної армії в Латвії; помічник командувача Мозирської групи військ Західного фронту із політичної частини. У 1920 році відряджений на навчання до Академії генерального штабу РСЧА. У 1920—1921 роках — військовий комісар дивізії, начальник політичного відділу та голова армійської Партійної комісії 4-ї армії Південного фронту.
У квітні — червні 1921 року — заступник відповідального секретаря Кримського обласного комітету РКП(б). У липні — листопаді 1921 року — заступник і т.в.о. народного комісара освіти Кримської АРСР. У 1922 році — голова Сімферопольської міської ради. У 1922 році закінчив перший курс Таврійського університету.
З січня по квітень 1923 року — відповідальний секретар Букеєвського губернського комітету РКП(б) Казакської АРСР. У квітні 1923 — грудні 1924 року — відповідальний секретар Кустанайського губернського комітету РКП(б) Казакської АРСР.
У січні 1925 — січні 1926 роках — заступник відповідального редактора, виконувач обов'язків редактора газети «Кооперативный путь» у Москві.
У лютому 1926 — червні 1928 року — військовий комісар Вищої військово-педагогічної школи у Москві, а потім у Ленінграді. У липні 1928 — вересні 1929 року — заступник завідувача Військового видавництва при Держвидаві СРСР.
У жовтні 1929 — січні 1931 року — відповідальний редактор Далекосхідної крайової газети «Тихоокеанская звезда» в місті Хабаровську.
У лютому 1931 — лютому 1932 року — заступник відповідального редактора газети «Социалистическое земледелие» в Москві. У лютому 1932 — березні 1933 року — заступник директора Партійного видавництва (Партвидаву) при ЦК ВКП(б) у Москві.
У березні 1933 — серпні 1934 року — начальник Політичного сектору машинно-тракторних станцій (МТС) обласного земельного управління Вінницької області та член бюро Вінницького обласного комітету КП(б)У.
2 червня 1934 — 26 березня 1937 року — народний комісар земельних справ Української СРР. Звільнений з посади «у зв'язку з хворобою».
У березні — жовтні 1937 року — заступник народного комісара земельних справ Української СРР. 20 жовтня 1937 року знятий з посади за постановою ЦК КП(б)У «як ворог народу».
22 лютого 1938 року заарештований органами НКВС УРСР у Києві. 5 травня 1938 року помер, перебуваючи під слідством.
18 травня 1956 року посмертно реабілітований постановою Військового прокурора Київського військового округу, кримінальну справу скасовано за відсутністю складу злочину. 17 серпня 1956 року відновлений в членах КПРС.
Автор книг: «Радянський буквар для дорослих», Самара, 1919; «Абетка марксизму. Філософія, політична економія, науковий соціалізм», Ленінград, 1925; «Проблеми народонаселення», Держвидав, 1926; «В.І. Ленін у боротьбі з фракційністю у ВКП(б)» (у співавторстві), 1927.

## Нагороди
- орден Червоного Прапора